# Megacollybia platyphylla
Megacollybia platyphylla  (Christian Hendrik Persoon, 1796 ex František Kotlaba & Zdeněk Pouzar, 1972), sin. Collybia platyphylla (Christian Hendrik Persoon, 1796 ex Paul Kummer, 1871) sau Tricholomopsis platyphylla (Christian Hendrik Persoon, 1796 ex Rolf Singer, 1939), din încrengătura Basidiomycota în familia Marasmiaceae și pentru mult timp singura specie a genului Megacollybia, denumită în popor pălăria șoricelului, este o ciupercă necomestibilă saprofită. Buretele se poate găsi în România, Basarabia și Bucovina de Nord foarte des, răspândit prin toate felurile de păduri și crescând în grupuri mai mici pe lemn aflat în putrefacție, din (mai) iunie până în octombrie.

## Descriere

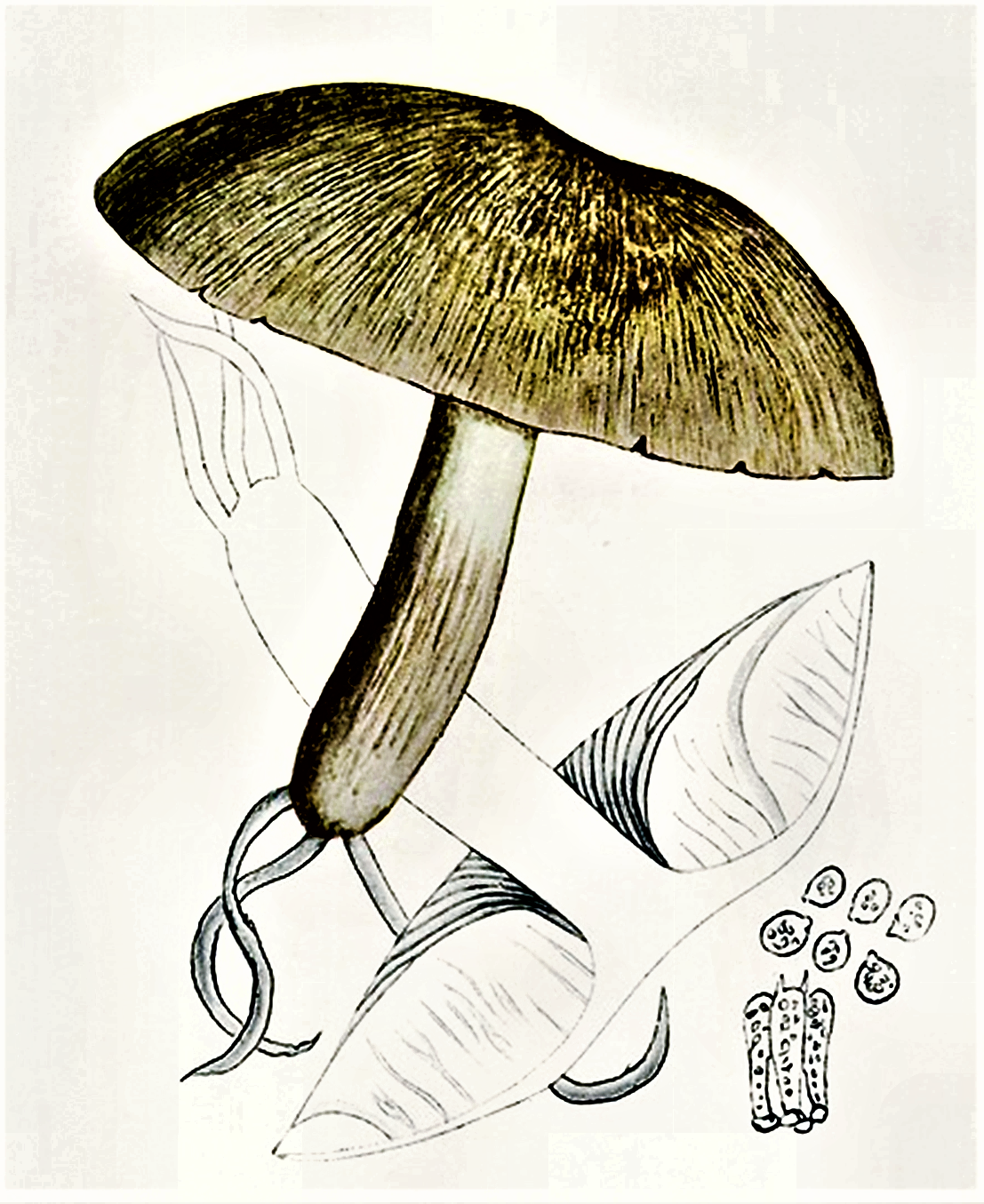
Bres.: Collybia grammocephala

- Pălăria: are un diametru de 5-15 (18) cm, este subțire și fragilă, inițial semisferică sau boltită în formă de clopot, mai târziu întinsă și la bătrânețe aplatizată, adesea cu un mic gurgui în centru. Cuticula este netedă, umedă, de colorit plictisitor gri-maro, deschis brun-măsliniu, câteodată și murdar albicios.  În caz de vreme secetoasă capătă nu rar rupturi radiale, începând de la margine.
- Lamelele: sunt foarte largi, îndepărtate, grosiere, bifurcate, la maturitate bombate cu muchii zimțate, fiind palid alb gălbuie, crem până ocru.
- Piciorul: are o lungime de 5-15 cm și o grosime de 1-2 (2,5) cm, este cilindric, dur, în tinerețe plin, mai târziu gol, canelat, câteodată brumat flocos în partea de sus, coloritul fiind la început alb murdar, mai târziu gri deschis până gri-maro, mereu mai închis spre bază, acolo cu crenguțe de fire groase miceliene (până la 1,5 mm).
- Carnea: este albicioasă, fragilă și subțire în pălărie dar dură în picior. Mirosul este aproape imperceptibil, după unii ușor mucegăit, iar gustul destul de amar, ca terpentina.
- Caracteristici microscopice: are spori slab elipsoidali până ovoidali, netezi și hialini (translucizi), cu o dimensiune cuprinsă între 7–10 × 6–7 microni. Culoarea lor este albă.[3][4]
- Reacții chimice: Carnea buretelui se colorează cu anilină de fenol încet roșu, cu sulfovanilină fugace violet și cu tinctură de Guaiacum după aproximativ 10 minute albastru.[5]

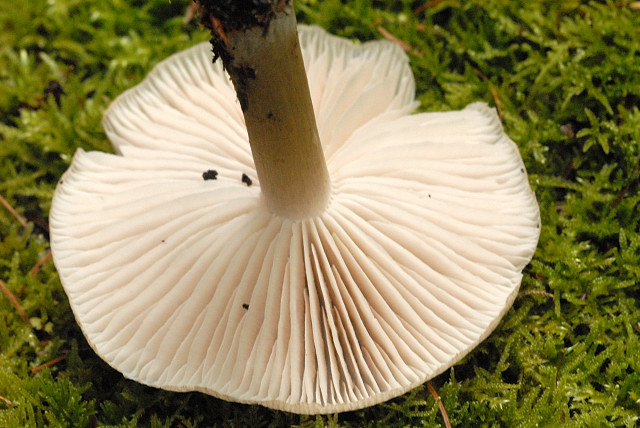
M. platyphylla, lamele și picior
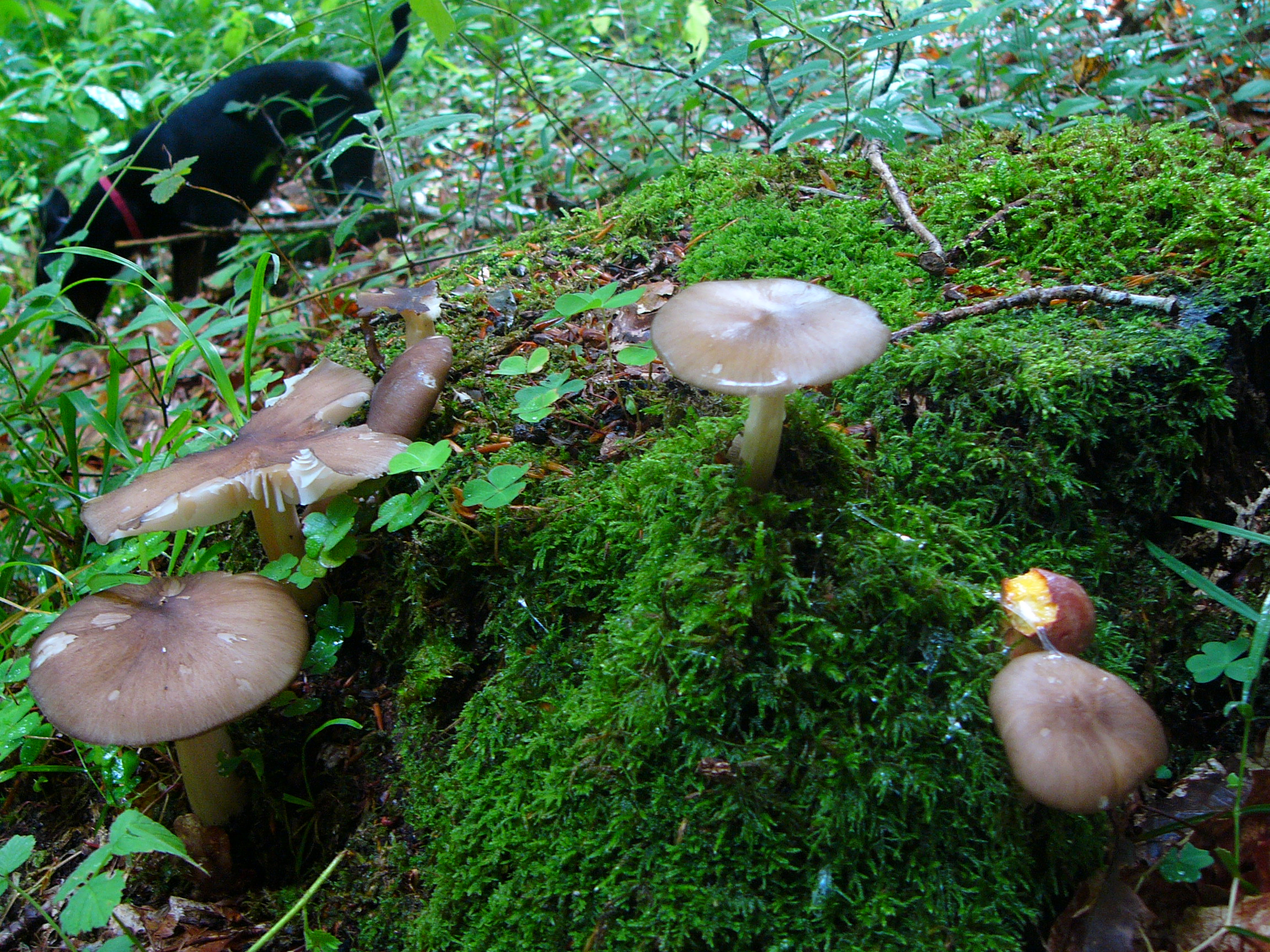
M. platyphylla tinere
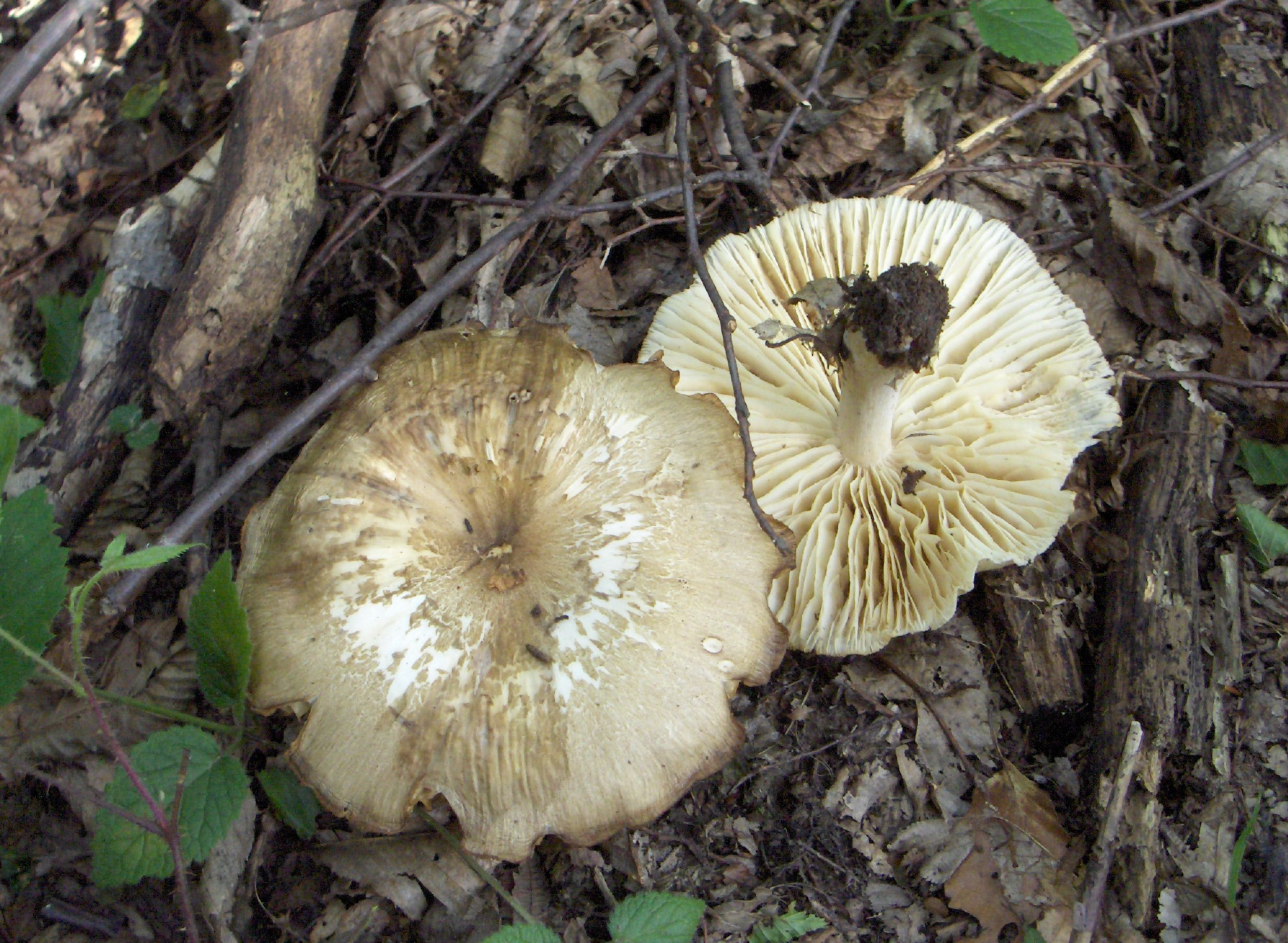
M. platyphylla bătrâne
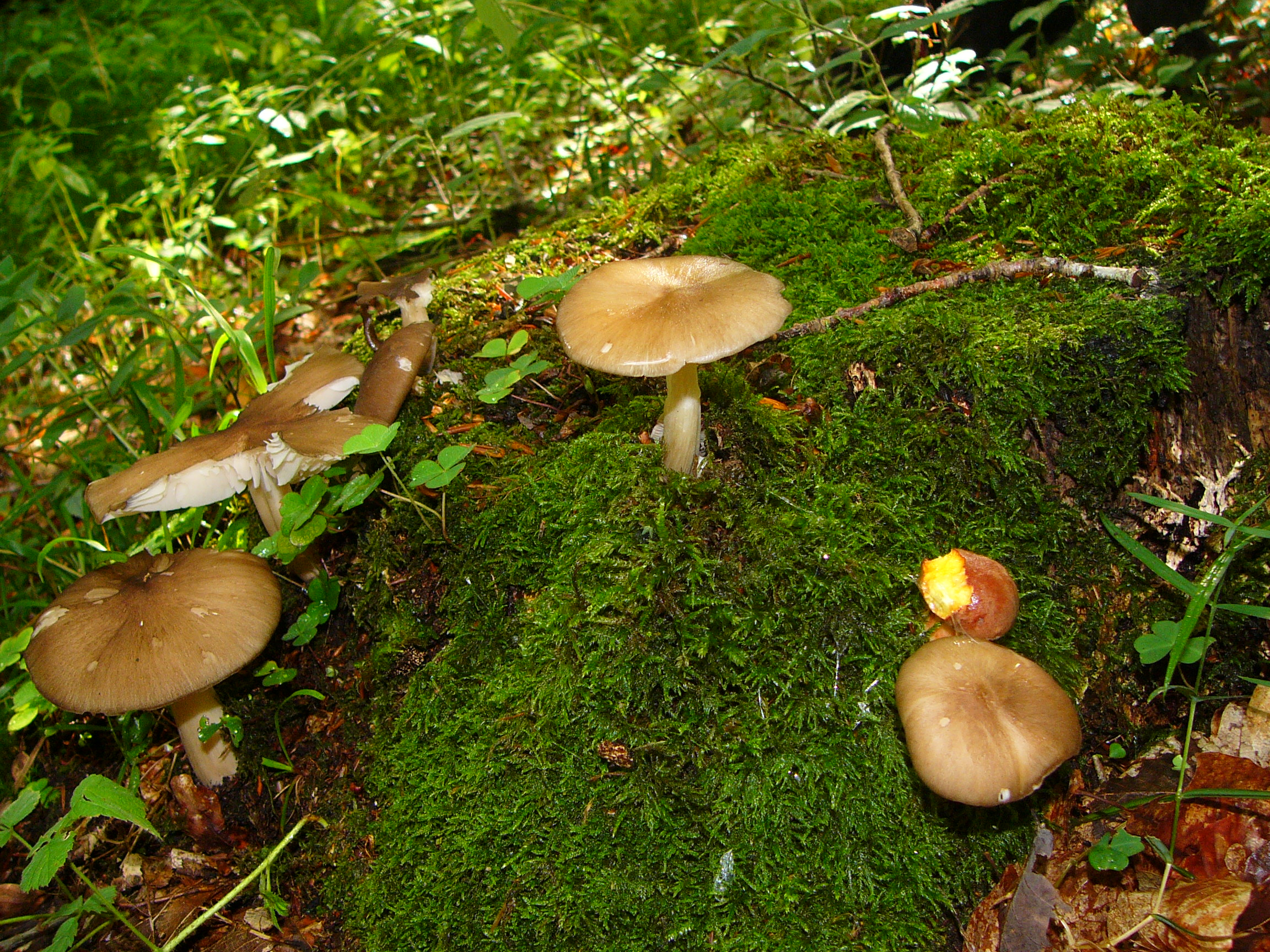
M. platyphylla pe lemn mort

## Confuzii
Acest soi de poate confunda destul de ușor, de exemplu cu: Collybia butyracea (comestibil), Entoloma lividoalbum sin. Rhodophyllus lividoalbus (comestibil), Gymnopus fusipes sin. Collybia fusipes (comestibil), Inocybe flocculosa sin. Inocybe gausapata (otrăvitor), Pluteus atromarginatus sin. Pluteus nigrofloccosus (comestibil), Pluteus cervinus (ciuperca cerbilor) (comestibil), Pluteus romellii (comestibil), Tricholoma fucatum (comestibil, dar de valoare scăzută, slab gălbuie, miros de făină și gust identic, neamar, trăiește în păduri de conifere), Tricholoma terreum (ciuperca șoarecelui) (comestibil) sau Tricholoma tigrinum (gâscă tigrată) (foarte otrăvitor).

## Imagini de specii asemănătoare

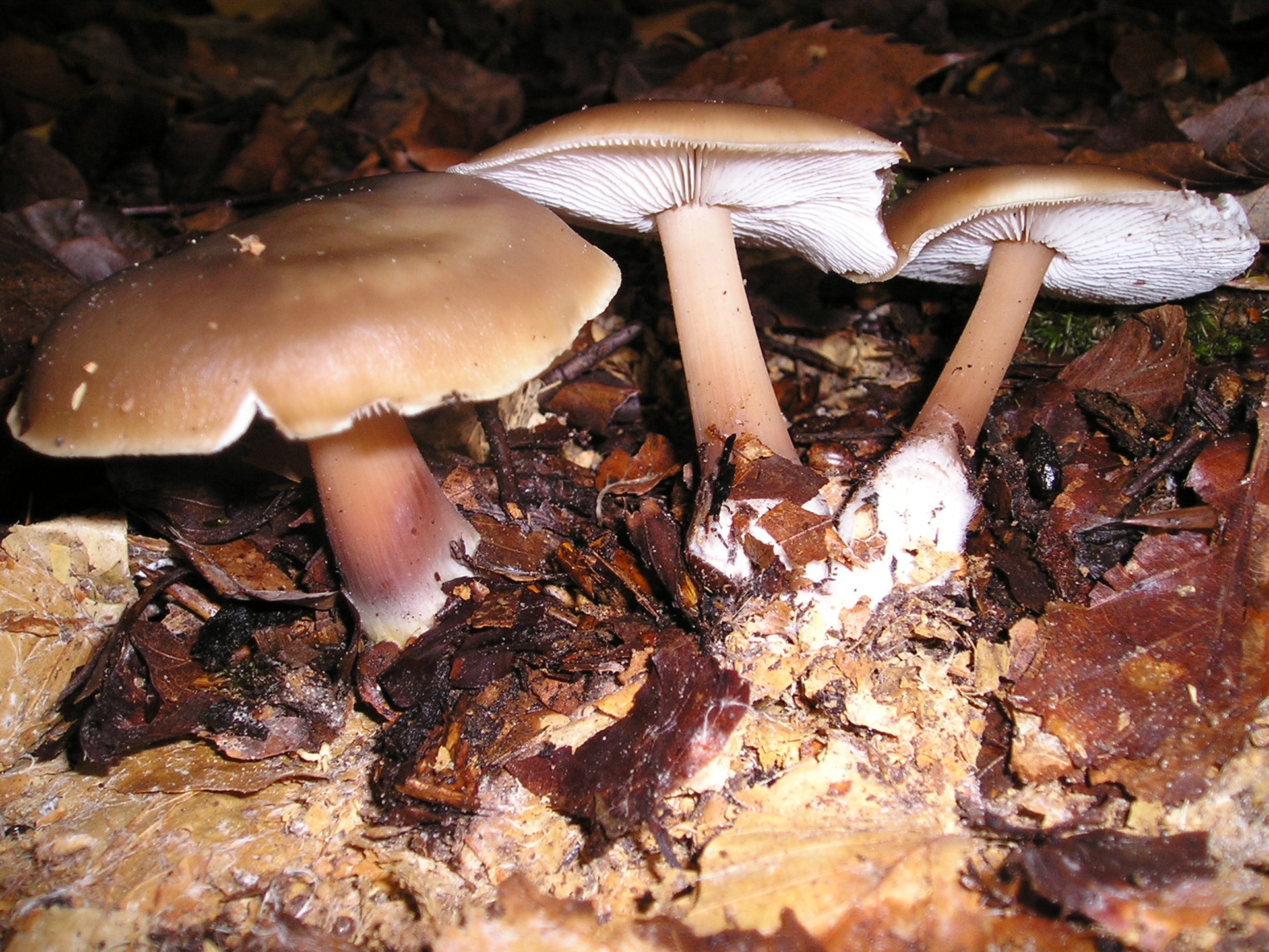
Collybia butyracea
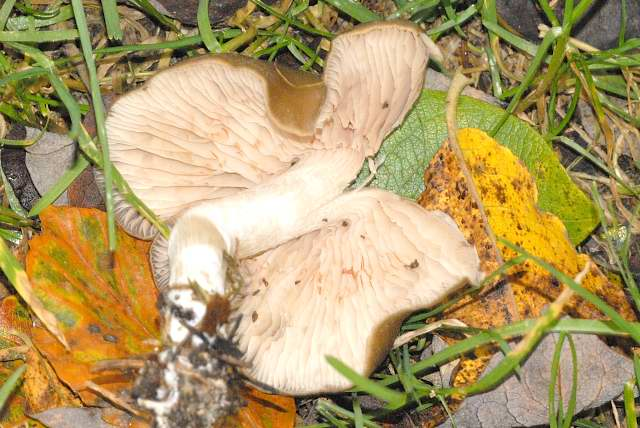
Entoloma lividoalbum
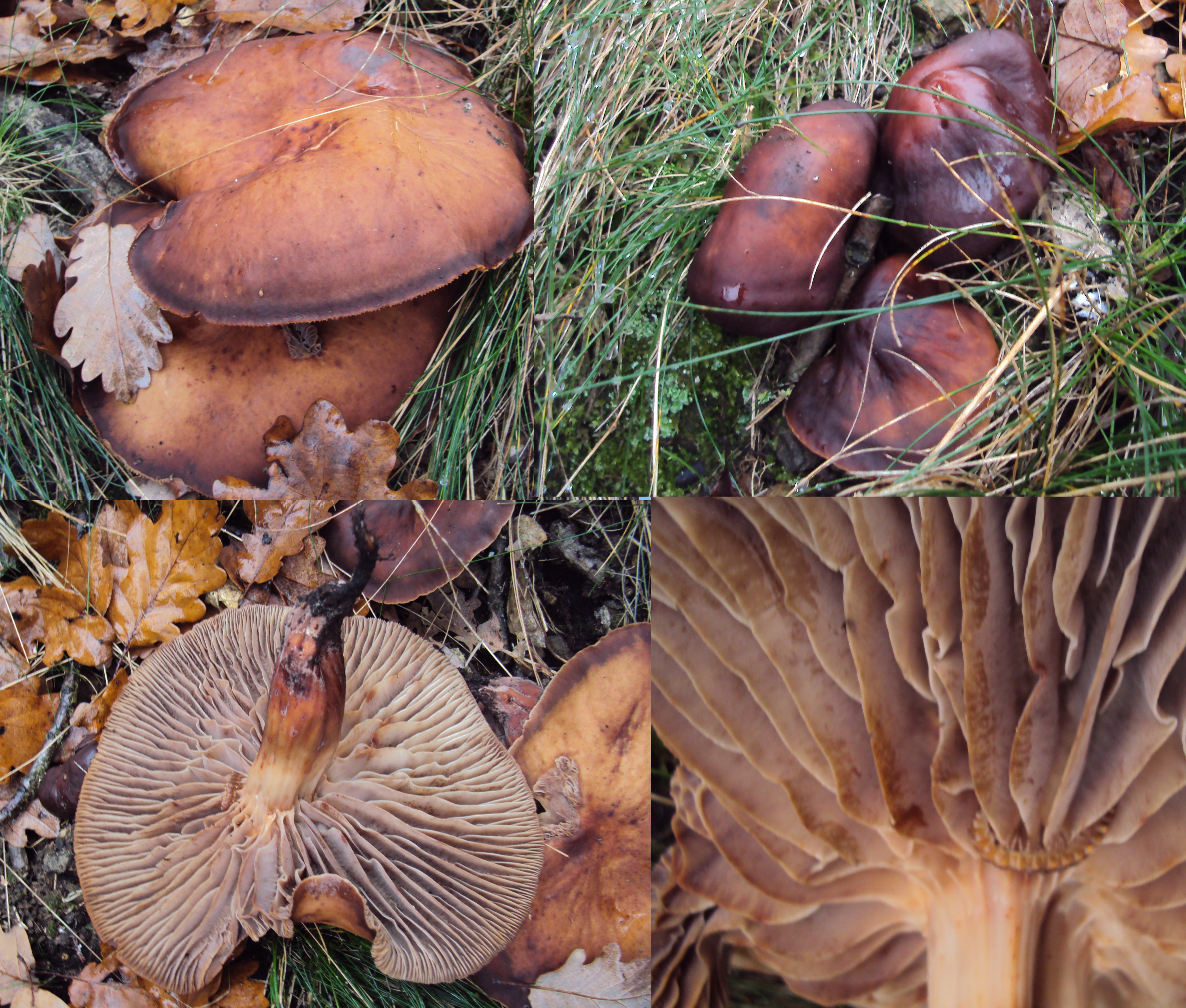
Gymnopus fusipes
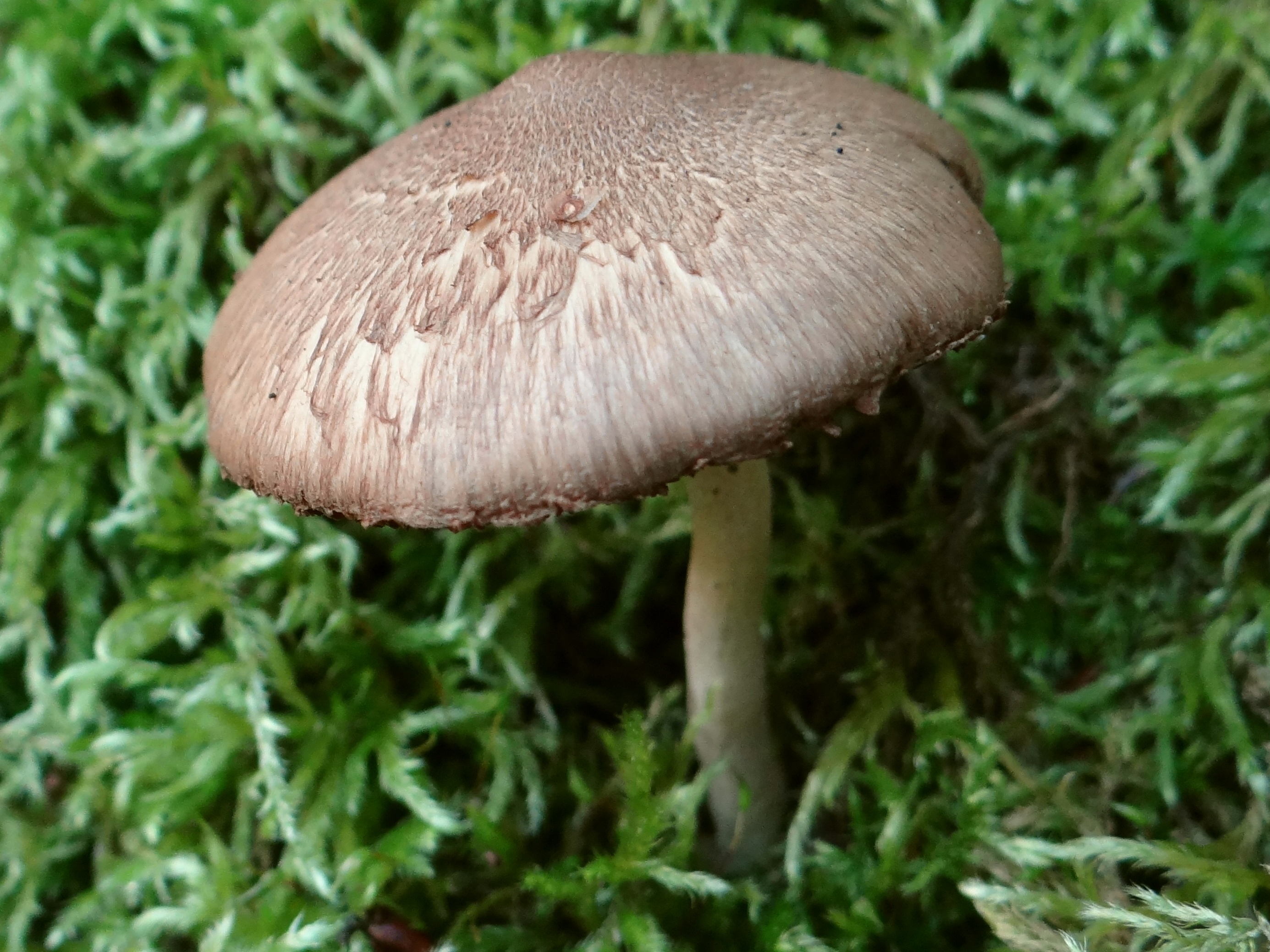
!! Inocybe flocculosa !!
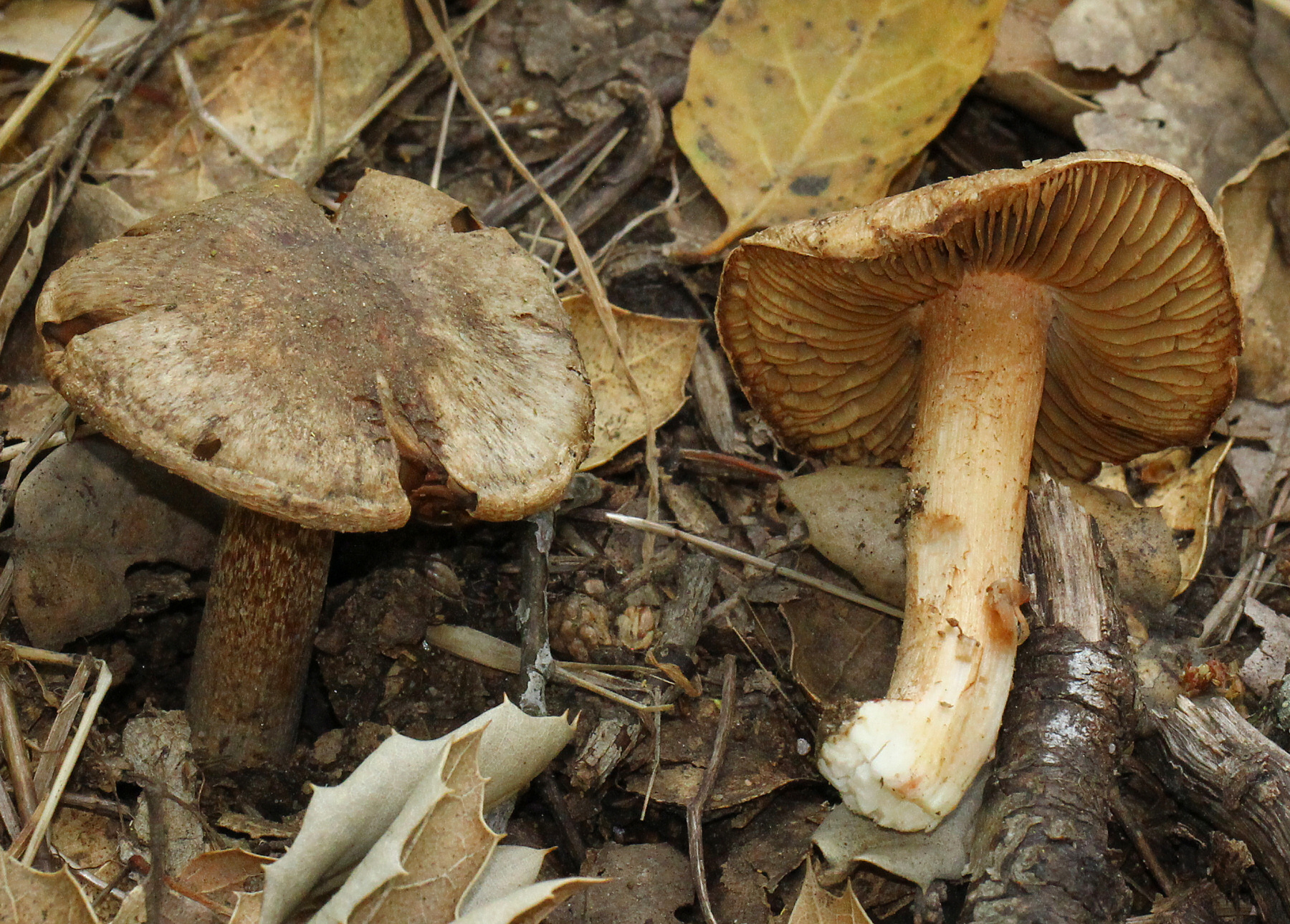
!! Inocybe fraudans !!
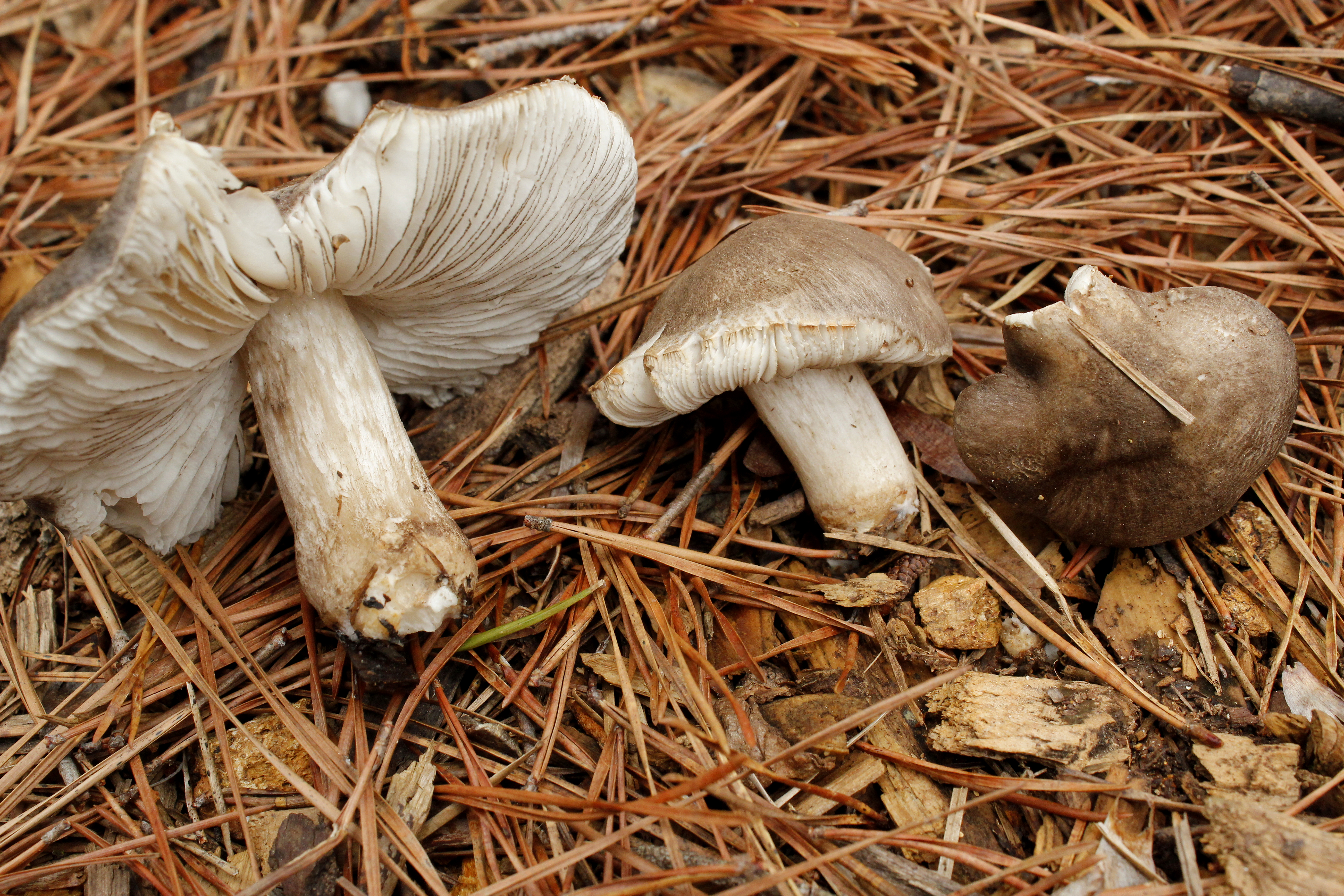
Pluteus atromarginatus

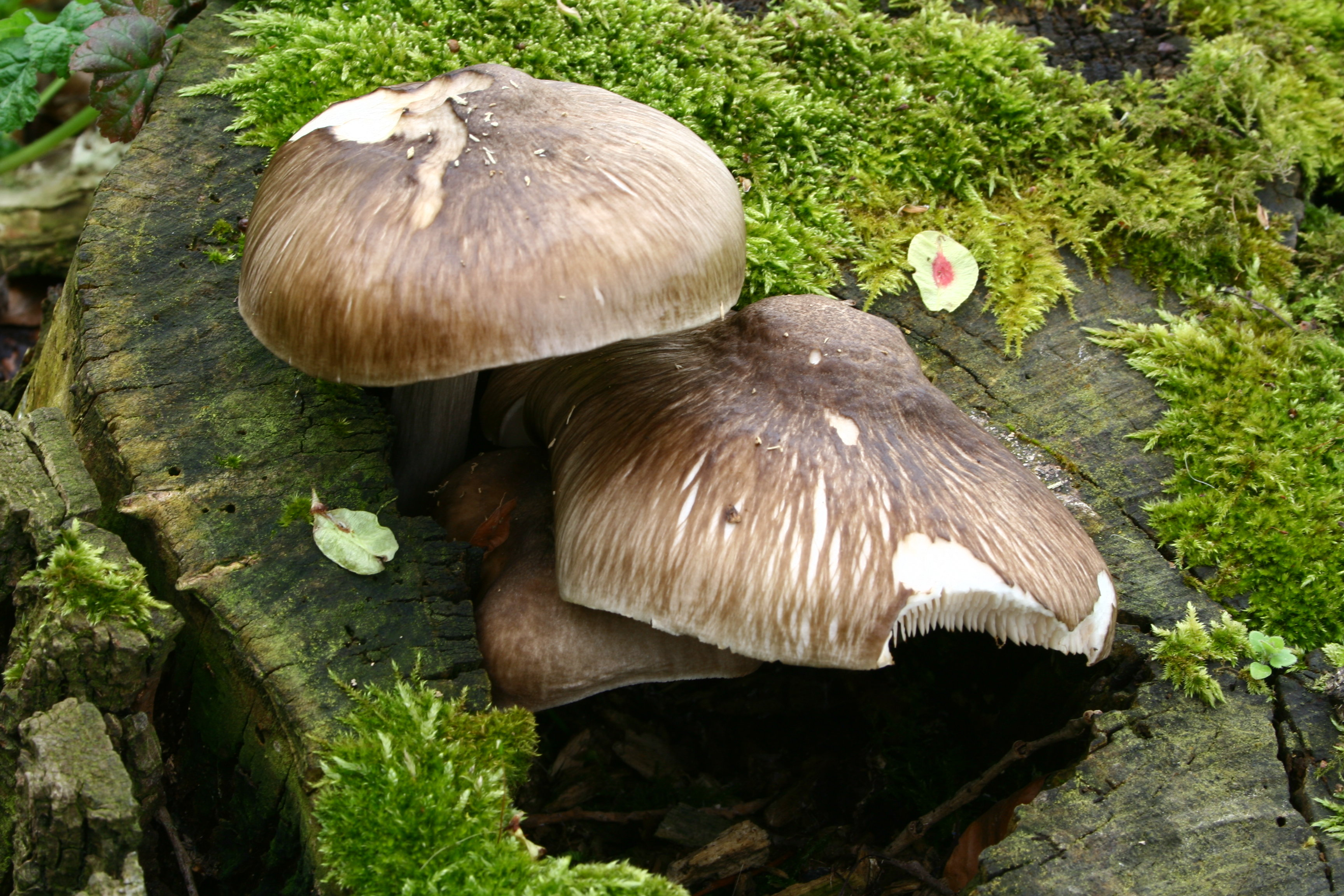
Pluteus cervinus
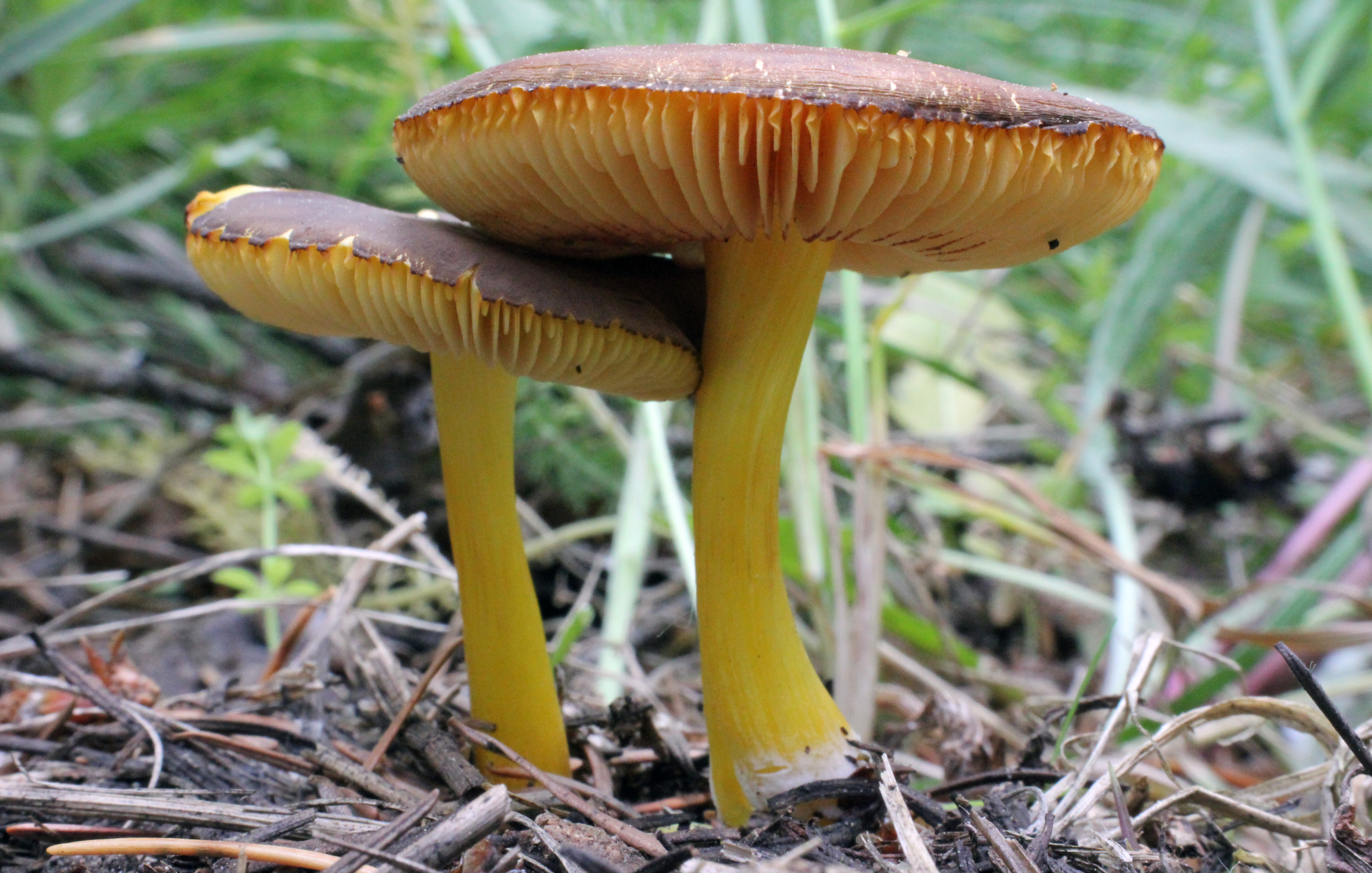
Pluteus romellii
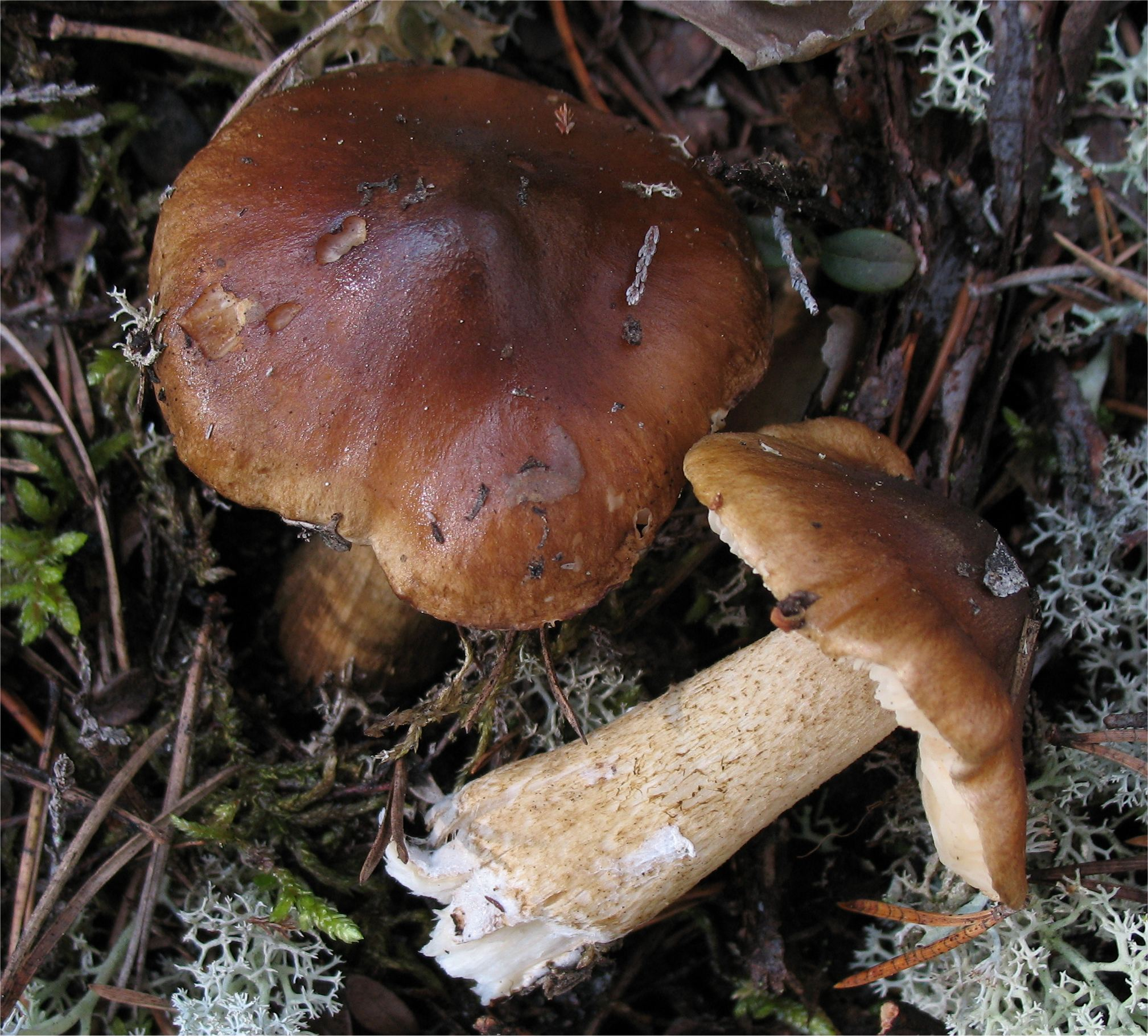
Tricholoma fucatum
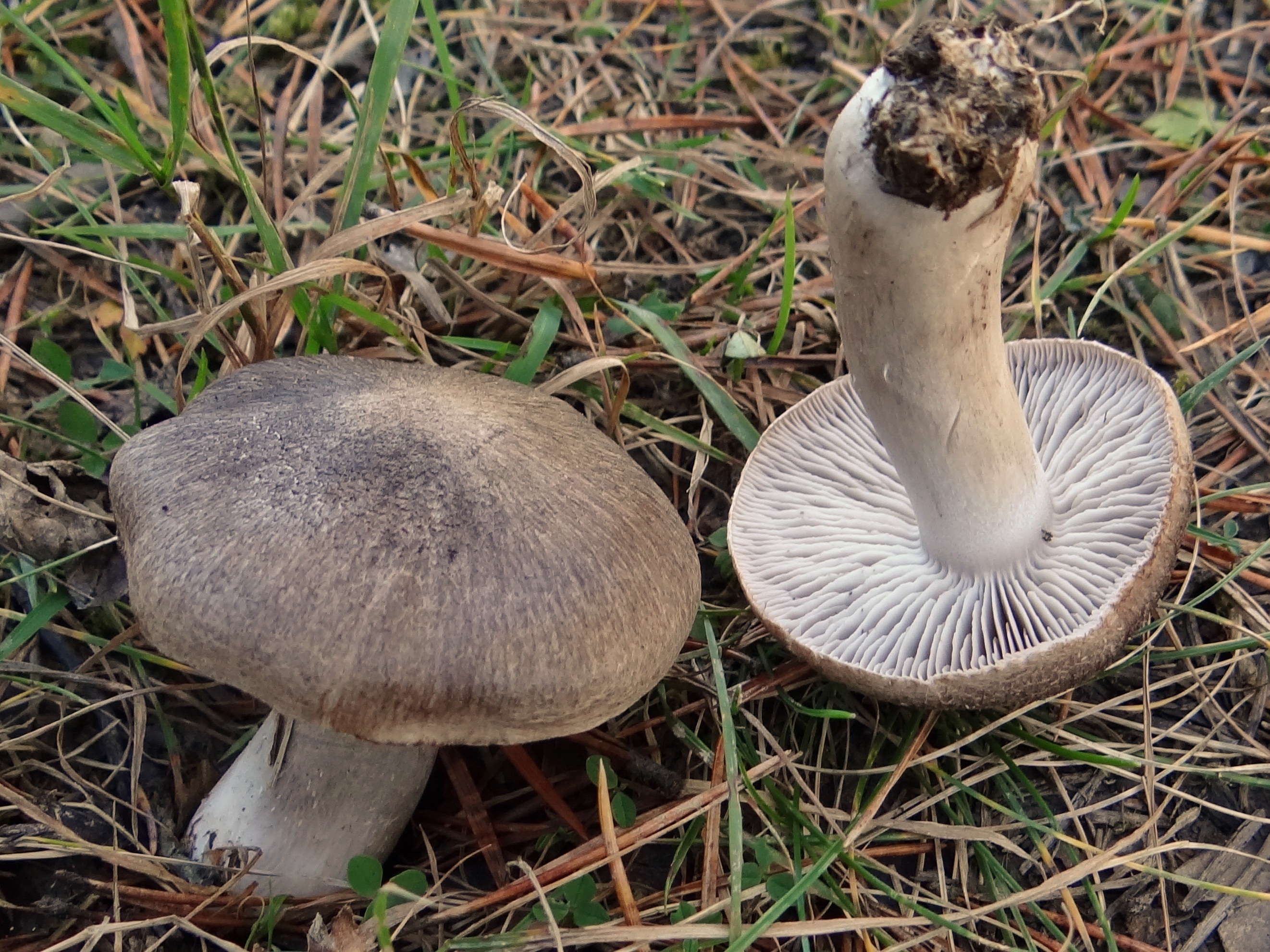
Tricholoma terreum
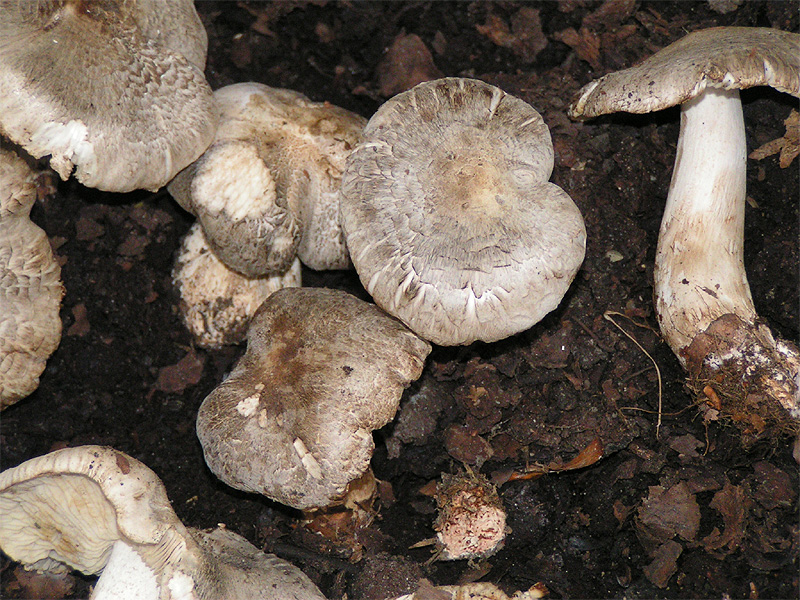
!!! Tricholoma tigrinum !!!

## Valorificare
Dacă cineva ar dori să mănânce această pălărie a șoricelului, s-ar potrivi doar pălăria, piciorul fiind prea dur. Dar din cauza gustului amar nu se recomandă. Bruno Cetto scrie, că ar putea fi ingerat în porțiuni mici împreună cu alte specii, de exemplu într-o ciulama de ciuperci.
Ciuperca este otrăvitoare în stare crudă. Doctorul rer. nat. Lutz Roth a descris în cartea sa Giftpilze, Pilzgifte - Schimmelpilze – Mykotoxine din 1990 buretele și fiert otrăvitor, pentru că ar provoca probleme gastrointestinale cu vărsături și diaree, sprijinindu-se pe câteva puține cazuri reportate din SUA precum unul din fosta RDG (1981). Dar dovezi științifice nu au fost aduse respectiv găsite până în prezent (2018). Astfel tulburările gastrointestinale acestor persoane au putea fi datorită numai unei intoleranțe la ciuperci sau efectului nocebo (opusul lui placebo).